# 恒隆地產
恒隆地產有限公司（英語：Hang Lung Properties，港交所：0101、OTCBB：HLPPY
）是一家在港交所上市的地產投資公司。主要業務是投資物業以供收租，發展物業以供出售，以及停車場管理與物業管理。公司在香港註冊，前任董事長為陳啟宗，現任董事長為陳文博。截至 2024年12月31日止年度,總收入為港幣 112.42 億港元，整體營業溢利為64.55 億港元，股東應佔基本純利為 30.95 億港元。截至 2024 年 12 月 31 日，投資物業及發展中投資物業總值為1,905.20 億港元。
恒隆地產前名淘大置業，為1987年8月恒隆集團與淘化大同業務重組後而成立的地產投資公司，屬於恒隆集團旗下，恒隆集團則由陳曾熙先生於1960年9月13日創辦直至1991年，淘大的食品製造業務得到法国達能集團收購，與淘大置業分道揚鑣。1994年11月30日成為恒生指數成份股之一。2002年12月2日，淘大置業正式更名為恒隆地產。恒隆集團持有恒隆地產50.69%股權。2010年11月3日，恒隆地產以先舊後新方式配售2.9386億股，佔擴大後股本約6.58%。每股配售價37.48元，集資淨額109億元，將用作拓展中國内地業務。
恒隆地產作为一家具規模的頂級地產發展商，〝以客為尊〞的服務理念是恒隆的業務核心。多元化的物業組合覆蓋香港和九個内地城市，包括上海、瀋陽、濟南、無錫、天津、大連、昆明、武漢和杭州。恒隆在内地的物業組合均以恒隆廣场〝66〞品牌命名、定位高端，成功在内地奠定作為 〝城市脈動〞 的領導地位。 
恒隆地產其下有經營服務式住宅，位於鰂魚涌的康蘭居。
 （页面存档备份，存于）

## 董事會
恒隆地產有限公司董事會現有8名成員：
執行董事
- 陳文博先生（董事長）
- 盧韋柏先生（行政總裁）
- 趙家駒先生（首席財務總監）

獨立非執行董事
- 陳南祿先生
- 袁偉良先生
- 陳嘉正博士
- 李天芳女士
- 馮婉眉女士

## 近年在港交易
- 2012年3月27日，鄧成波斥5.28億元向恒隆地產購入葵涌紅A中心全幢工廈，樓高26層，總樓面約31萬方呎，呎價1760元。
- 2012年6月25日，麗匯發展有限公司斥6.25億元向恒隆地產購入長沙灣青山道476號百佳商業中心。
- 2012年7月6日，里昂證券旗下基金CLSA Capital Partners斥資逾15億元向恒隆地產購入觀塘麗港城商場。
- 2012年10月19日，友邦保險與恒隆地產簽訂協議，落實以23.98億元購入鰂魚涌樂基中心全幢商廈，作為自用及投資用途。位於英皇道734號的樂基中心樓高20層，總樓面為299,615方呎，以成交價計算，呎價約8,004元，交易於12月11日完成。該廈估計月租收入達650萬元，回報約3.25厘。
- 2012年11月9日，基匯資本以10億元購入由恒隆地產持有的油柑頭青山公路123號汀蘭居服務式住宅。
- 2017年10月24日恒隆地產以2億港元，出售何文田君逸山地下及1樓商場連23個車位給新世界發展或有關人士，以總樓面22796平方呎，呎價8700元。
- 2017年12月21日恒隆地產以3.3億港元，出售荃灣灣景花園商場連42個車位給鄧成波，以總樓面61846平方呎，呎價約5500元。
- 2018年5月28日恒隆地產以107億元人民幣，折合約131億港元，投得中國浙江省杭州市下城區百井坊巷商業綜合體地塊，地盤面積約為44,827平方米，可建樓面面積最多約為19.41萬平方米
- 2022年6月16日據屋宇署4月份最新資料顯示恒隆地產持有的收租物業南區南灣道9號濱景園，獲批重建25座樓高3層(在1層停車場之上)的洋房，涉及住宅樓面約126,515平方呎，平均每幢洋房逾5,000平方呎

## 重要項目

### 香港
- 康怡花園
- 康蕙花園
- 淘大花園
- 灣景花園
- 恒麗園
- 君臨天下
- 浪澄灣
- 濱景園 (別墅)
- 比華利山
- 觀瀾雅軒
- 景峰豪庭
- 帝欣苑
- 名賢居
- 名逸居
- 碧海藍天
- 藍塘道23-39
- 御峯
- 君逸山
- 山頂廣場
- 康怡廣場
- 淘大商場
- 家樂坊
- 荷李活商業中心
- 雅蘭中心
- 康蘭居
- 恒隆中心
- 渣打銀行大廈
- 印刷行
- 樂成行
- 格蘭中心
- 都爹利街一號
- Fashion Walk
- 皓日 The Aperture
- 壽山村道37號重建項目
- 228電器道 Road （页面存档备份，存于）

### 內地
- 上海港匯恒隆廣場
- 上海恒隆廣場
- 無錫恒隆廣場
- 大連恒隆廣場
- 昆明恒隆廣場
- 武漢恒隆廣場
- 杭州恒隆廣場
- 瀋陽市府恒隆廣場
- 瀋陽皇城恒隆廣場
- 济南恒隆廣場
- 天津恒隆廣場（含浙江興業銀行天津分行大樓）

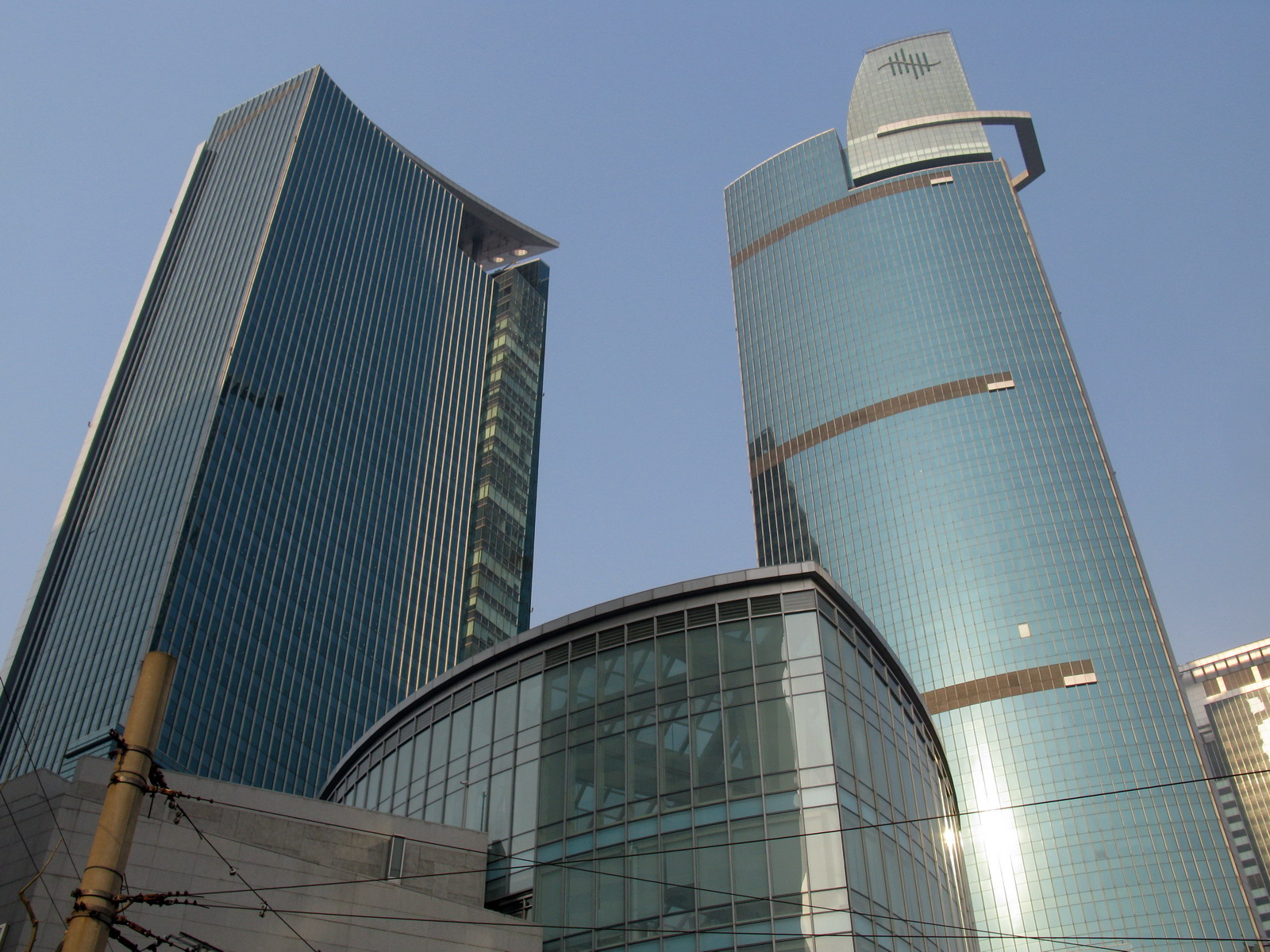
上海恒隆廣場
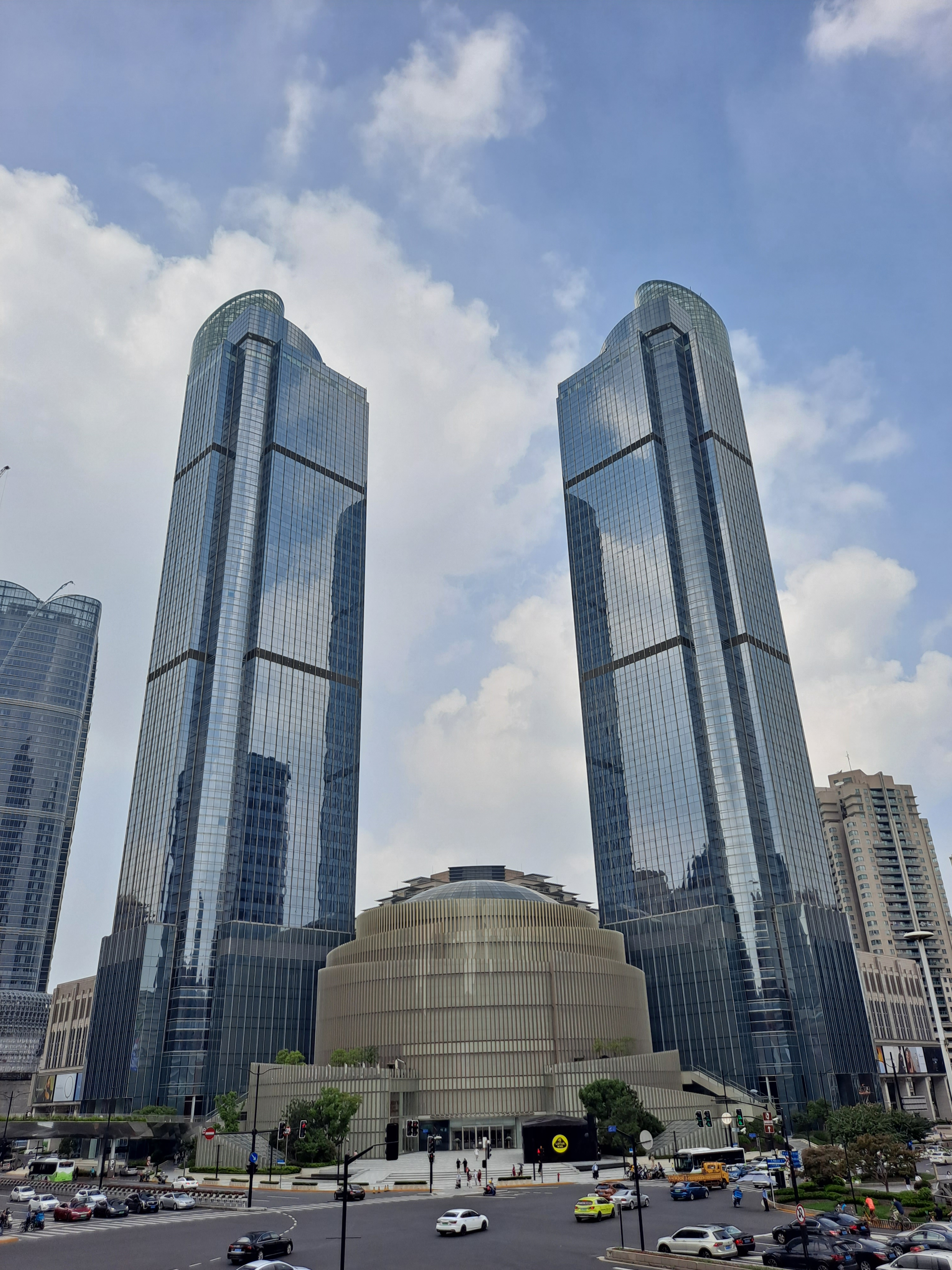
上海港匯恒隆廣场
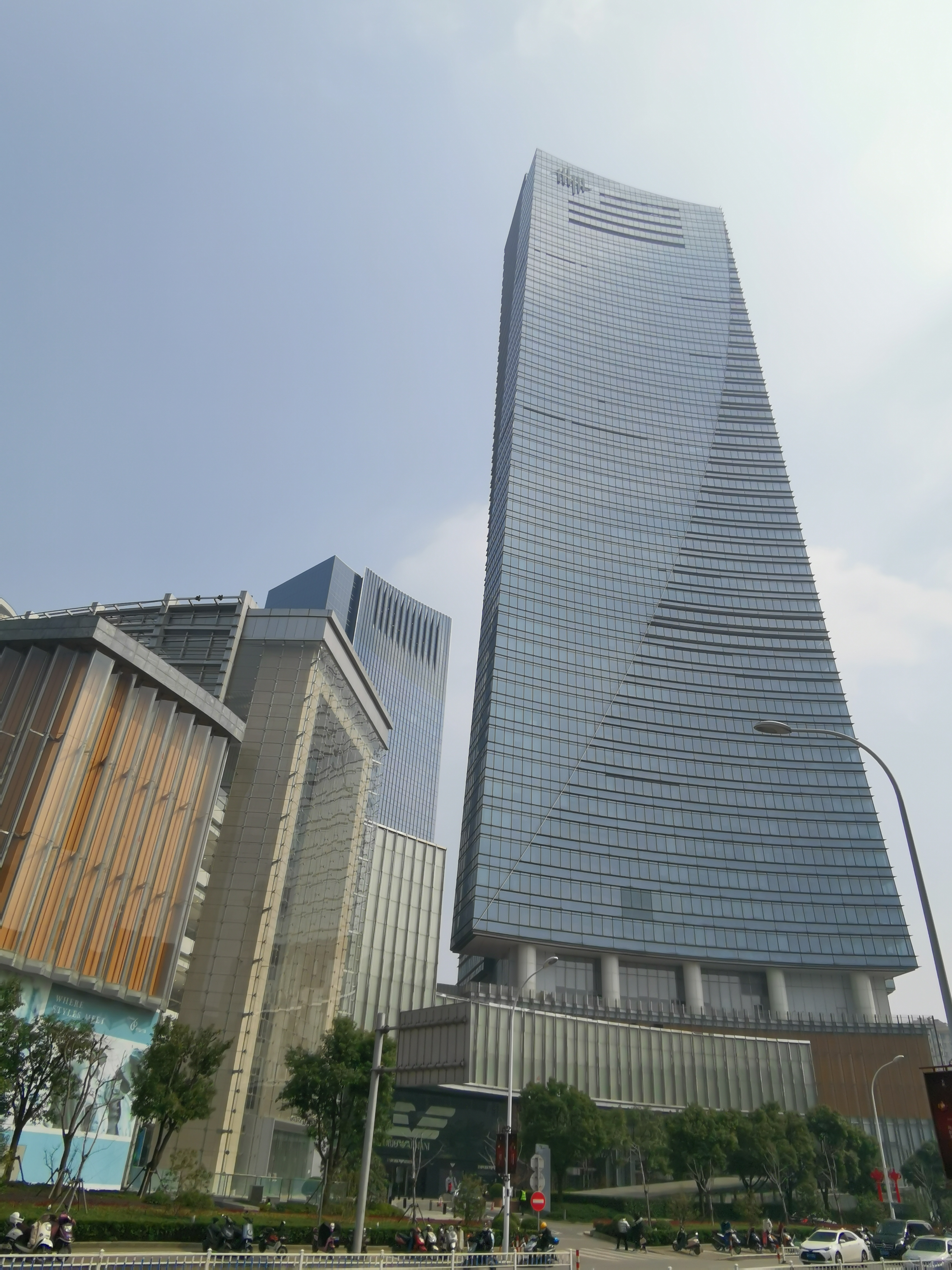
無錫恒隆廣场

## 外部連結
- 恒隆地產有限公司 （页面存档备份，存于）

1. ↑  . www.hanglung.com.   [2024-10-27] （英语）.